# Limnonectes shompenorum
Limnonectes shompenorum é uma espécie de anfíbio da família Ranidae.
Pode ser encontrada nos seguintes países: Índia, Indonésia, Malásia e Singapura.
Os seus habitats naturais são: florestas subtropicais ou tropicais húmidas de baixa altitude e rios.
Está ameaçada por perda de habitat.